# Кадышев, Семён Прокопьевич
Семён Проко́пьевич Ка́дышев (14 сентября 1885, аал Тарчи, Кызыльской степной управы, Ачинского уезда, Енисейской губернии — 30 июня 1977, Абакан) — хакасский хайджи-нымахчи, мастер исполнения героических сказаний — алыптыг нымах'ов, сказитель, чатханист, тахпахчи, член Союза писателей СССР [1954).

## Биография
Родился в многодетной семье охотника и сказителя. Искусство хайджи перенял у отца. Род Кадышевых из поколения в поколение славился своими потомственными сказителями, мастерски владевшими хакасскими народными инструментами — чатханом и хомысом.
С. П. Кадышев знал свыше тридцати героических сказаний, десятки легенд, преданий и сказок. Первые героические сказания «Албынжи» и «Богатырь на буланом коне» были опубликованы в 50-е годы XX века.
В 1954 году С. П. Кадышев первым из хакасских фольклористов был принят в члены Союза писателей СССР. Его слушали писатели Азии и Африки на проходившем в 1958 году съезде в Ташкенте. В 1960 году он выступал на 25-м конгрессе востоковедов в Москве.
Им написаны книги: «Песни хайджи» (1962), «Славный путь» (1965).
Из всех многочисленных сказителей Хакасии имел самую громкую славу. Его репертуар содержал 31 алыптыг нымаха, из них 21 записан. Изданы «Албынжы», «Алып-хан» (1951), «Кен-Тёше» (1958), «Алтын-Арыг», «Хан-Кичегей», «Ай-Хуучин» (1958), «Ах-Чибек-Арыг» (1968), «Кёк Хан» (1974) и др. Некоторые издавались по нескольку раз. На районных и областных состязаниях сказителей 50—70-х гг. XX века С. П. Кадышев получал дипломы лауреата, призы и другие награды. Приглашался для исполнения импровизаций на научные конференции. В исполнении С. П. Кадышева записаны многочисленные произведения разных фольклорных жанров.
Большую часть жизни прожил в аале Чоохчыл Ширинского района Хакасии. Имел широкое общение с представителями музыкальной общественности, учеными, поэтами. В 1965 году награждён орденом «Знак почета», также награжден медалью «За освоение целинных и залежных земель», почётной грамотой Президиума Верховного Совета РСФСР.

## Память
- В Республике Хакасия, в аале Трошкин, в его бывшем доме, открыт музей сказителя.
- Имя С. П. Кадышева носит Хакасский республиканский Центр культуры и народного творчества и одна из улиц Абакана.
- 2015 год Международной организацией тюркской культуры (ТЮРКСОЙ) объявлен годом известного хакасского сказителя-хайджи Семёна Кадышева. Была учреждена международная медаль ТЮРКСОЙ памяти 130-летия великого хакасского сказителя Семёна Прокопьевича Кадышева.